# Leucoblepsis
Leucoblepsis är ett släkte av fjärilar. Leucoblepsis ingår i familjen sikelvingar.
Kladogram enligt Catalogue of Life:
| Leucoblepsis | \| \| Leucoblepsis carneotincta \| \| \| \| \| \| Leucoblepsis excisa \| \| \| \| \| \| Leucoblepsis fenestraria \| \| \| \| \| \| Leucoblepsis neoma \| \| \| \| \| \| Leucoblepsis ostia \| \| \| \| \| \| Leucoblepsis renifera \| \| \| \| \| \| Leucoblepsis tristis \| \| \| \| |
|              | \| \| Leucoblepsis carneotincta \| \| \| \| \| \| Leucoblepsis excisa \| \| \| \| \| \| Leucoblepsis fenestraria \| \| \| \| \| \| Leucoblepsis neoma \| \| \| \| \| \| Leucoblepsis ostia \| \| \| \| \| \| Leucoblepsis renifera \| \| \| \| \| \| Leucoblepsis tristis \| \| \| \| |
|              | Leucoblepsis carneotincta |
|              | |
|              | Leucoblepsis excisa |
|              | |
|              | Leucoblepsis fenestraria |
|              | |
|              | Leucoblepsis neoma |
|              | |
|              | Leucoblepsis ostia |
|              | |
|              | Leucoblepsis renifera |
|              | |
|              | Leucoblepsis tristis |
|              | |

## Bildgalleri

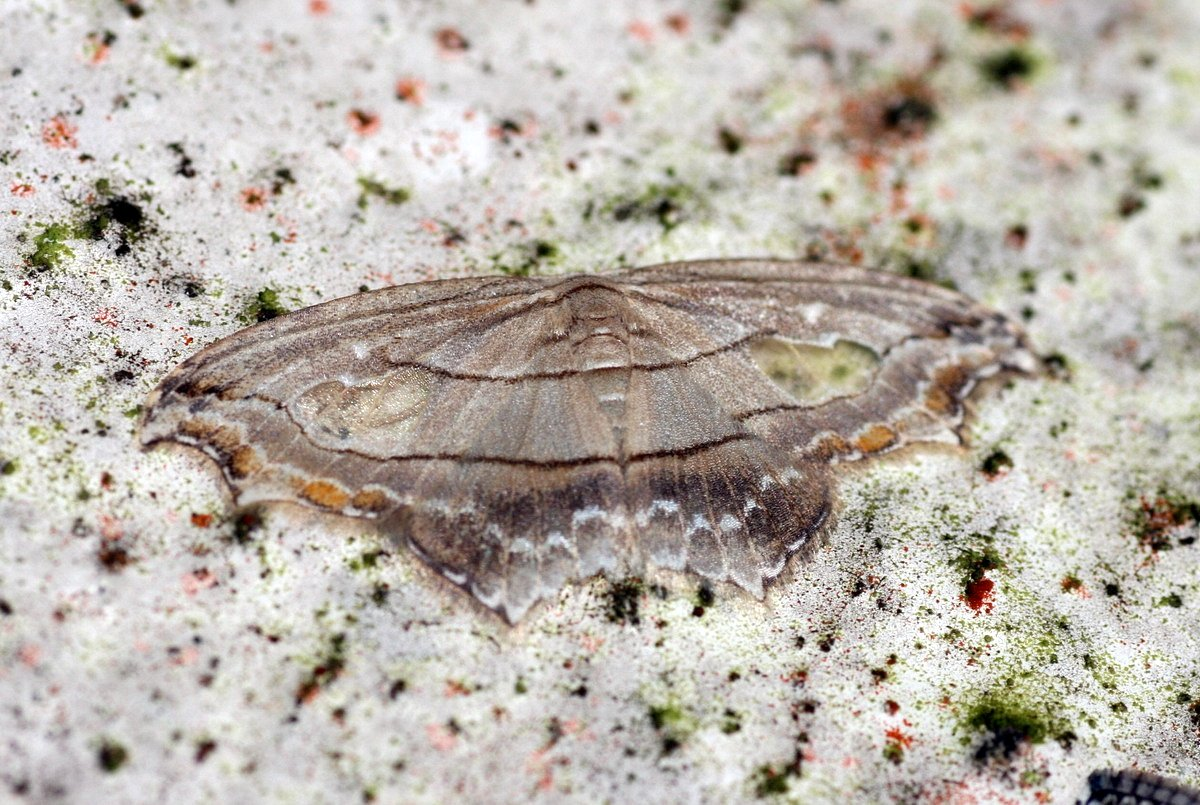